# 斯坦霍普 (艾奥瓦州)
斯坦霍普（英語：Stanhope）是一個位於美國愛荷華州漢密爾頓縣的城市。

## 地理
斯坦霍普的座標為42°17′22″N 93°47′43″W / 42.28944°N 93.79528°W，而該地的平均海拔高度為340米（即1115英尺）。

## 人口
根據2010年美國人口普查的數據，斯坦霍普的面積為2.51平方千米，當中陸地面積為2.51平方千米，而水域面積為0.00平方千米。當地共有人口422人，而人口密度為每平方千米168人。